# Vulcanizzazione

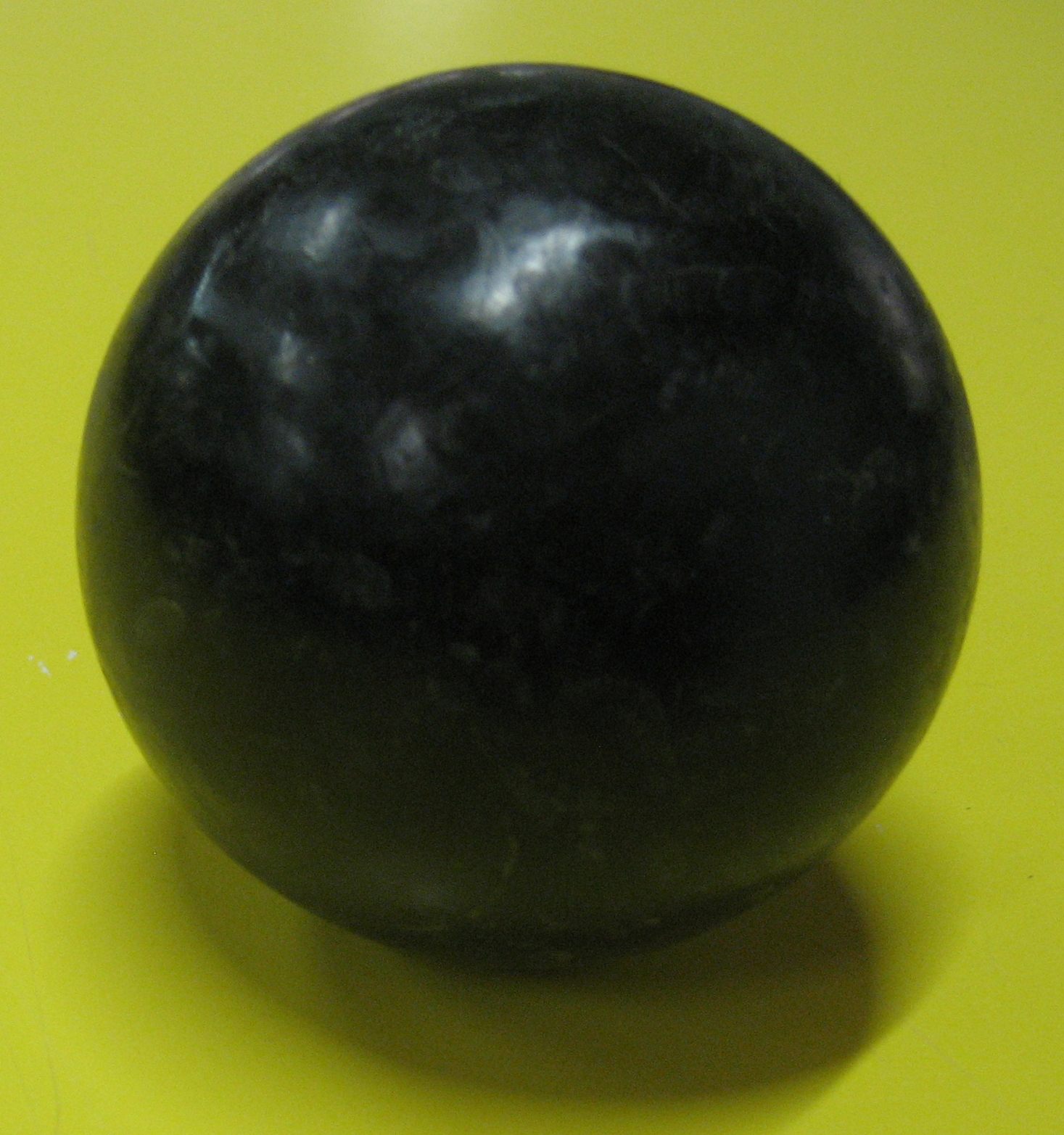
Una palla in gomma utilizzata per il gioco dell'hockey su pista ottenuta per vulcanizzazione

La vulcanizzazione è un processo di lavorazione della gomma, la quale viene legata chimicamente allo zolfo mediante riscaldamento.
Attraverso questo processo, inventato da Charles Goodyear nella prima metà del XIX secolo, si ottiene un materiale elastico e poco rigonfiabile se tenuto a contatto con solventi organici.
Oggi per "vulcanizzazione" si intende qualsiasi processo chimico, anche diverso da quello originario inventato da Goodyear, che ottenga risultati analoghi.

## Effetto e meccanismo della vulcanizzazione

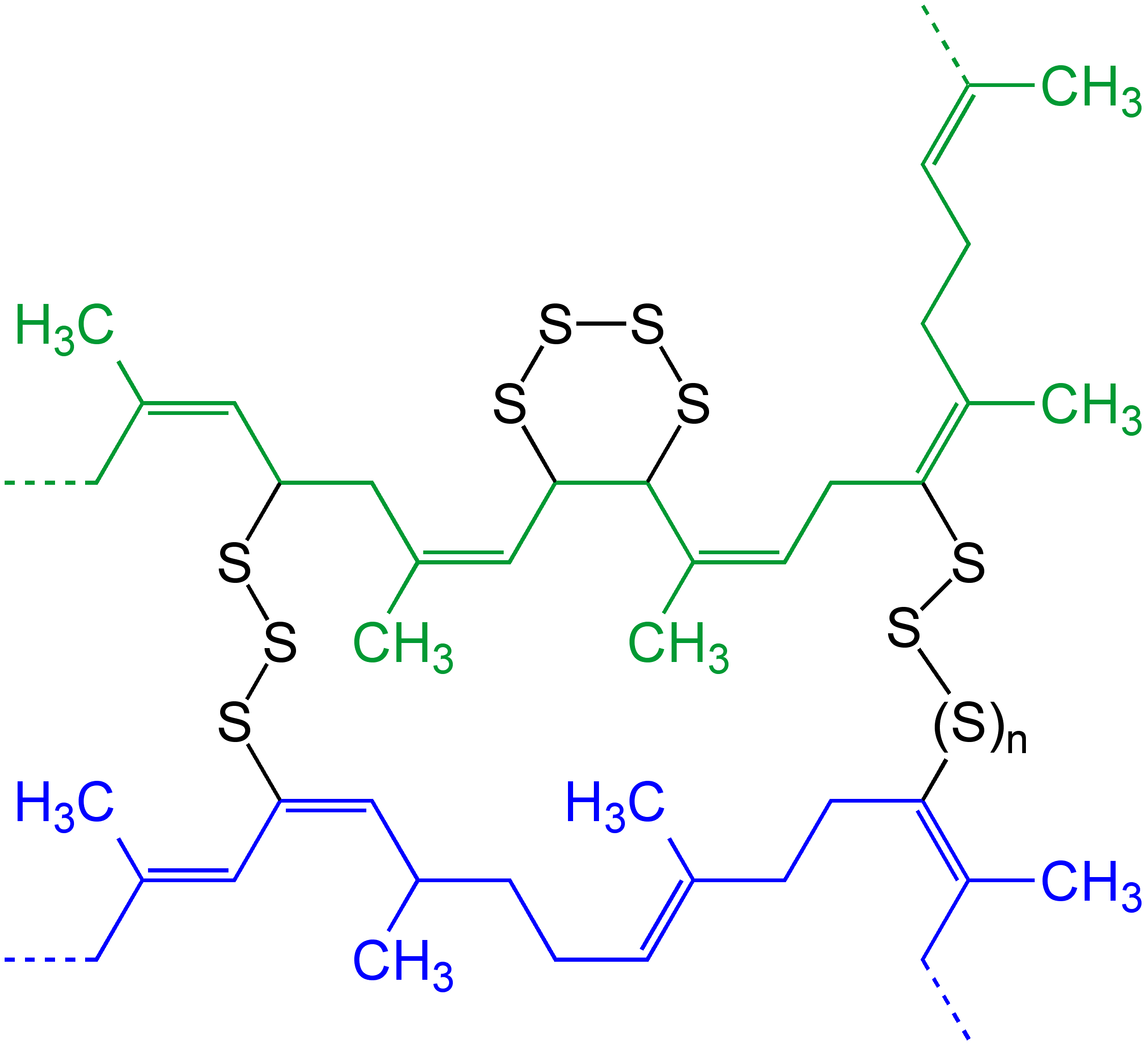
Reazione di vulcanizzazione a partire da poliisoprene e zolfo

La vulcanizzazione provoca una modifica della conformazione molecolare del polimero alla quale è dovuto l'aumento di elasticità e resistenza a trazione, la soppressione di proprietà negative quali l'abrasività e l'appiccicosità oltre che una maggiore resistenza agli effetti dell'ossigeno atmosferico e a molte sostanze chimiche.
Ricerche strutturistiche su modelli poliisoprenici hanno evidenziato la formazione di legami tioeterei R-S-R diffusi principalmente a livello intermolecolare e, secondariamente, a livello intramolecolare, a seguito di ripiegamenti delle catene polimeriche. Statisticamente, la distribuzione dei siti in cui si stabiliscono tali legami è la seguente:
- per il 60% tra gli atomi di carbonio dei gruppi -CH2- adiacenti al carbonio del doppio legame che reca il gruppo metilico;
- per il 25% tra gli atomi di carbonio dei gruppi metilenici adiacenti al CH del doppio legame;
- per il restante 15% tra i due atomi di carbonio recanti il doppio legame.

L'addizione dello zolfo provoca perdita di due atomi di idrogeno che formano H2S; in questo modo ossidi come ZnO favoriscono la vulcanizzazione fissando il solfuro.
Originariamente si pensava che lo zolfo aumentasse la resistenza chimica della gomma a causa della saturazione dei doppi legami; in realtà la quantità di doppi legami perduti è relativamente piccola. È stato dimostrato che la resistenza a degradarsi con l'usura, fenomeno accelerato dagli agenti ambientali e in primo luogo dall'ossigeno atmosferico, è dovuta al legame dello zolfo proprio coi siti vulnerabili dall'ossigeno.

## Tecnologia della vulcanizzazione

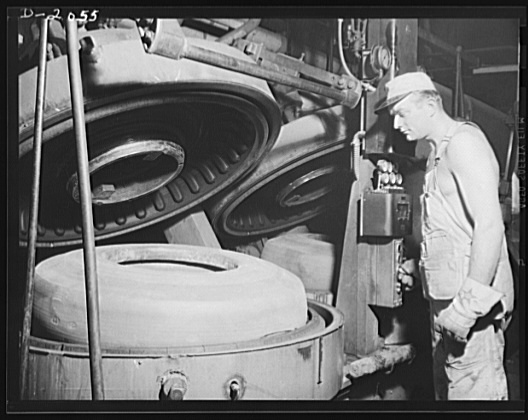
Pneumatico pronto per la vulcanizzazione.

La vulcanizzazione viene realizzata, praticamente, usando l'elastomero, una fonte di zolfo e additivi vari. L'insieme di questi prodotti costituisce la mescola. Le condizioni di pressione e temperatura variano in funzione dello specifico processo coinvolto.
Le fonti di zolfo possono essere varie: zolfo S8 elementare (poco reattivo), S2Cl2 (molto reattivo) o ultraacceleranti solforati come (CH3)4N2(CS2)2Zn.

### Additivi

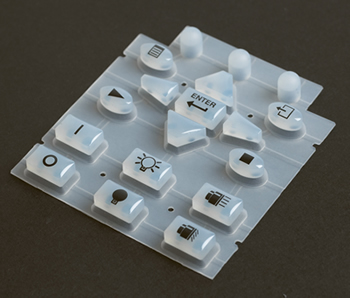
Tastierino in silicone ottenuto tramite vulcanizzazione.

Gli additivi usati sono gli acceleranti, ultraacceleranti, attivatori, rinforzanti, inibitori, antiossidanti, antinvecchianti, prodotti di complemento.

#### Acceleranti, ultraacceleranti ed attivatori
Gli acceleranti favoriscono la vulcanizzazione diminuendo la durata del processo e la temperatura di esercizio. Ultraacceleranti ed attivatori aumentano ulteriormente l'effetto accelerante. Esametilentetrammina, i mercaptoarentiazoli e 1,3-difenilguanidina sono esempi di acceleranti. Il già menzionato (CH3)4N2(CS2)2Zn è un ultraaccelerante mentre l'acido stearico, l'ossido di zinco e alcune ammine sono attivatori.

#### Rinforzanti
Agenti con effetto antiusura riguardo fattori meccanici quali abrasione, strappo, taglio. La carica rinforzante per eccellenza è il nero di carbonio.
Altri tipi di cariche (filler) quali carbonato di calcio, talco, ecc. possono essere usate per ottenere altre caratteristiche.

#### Inibitori
L'acido benzoico e l'acido salicilico sono disattivanti di reazioni o catalisi dannose.

#### Antiossidanti
Contrastano l'azione dell'ossigeno e dell'ozono. Vengono utilizzate ammine e fenoli coadiuvati a nerofumo.

#### Antinvecchianti
Ritardano gli effetti usuranti o gli equilibri che provocano rammollimento e proprietà scadenti. Gli stessi antiossidanti e gli steroli, le lecitine, gli esteri fosforici ed alcoli superiori agiscono da antinvecchianti.

#### Prodotti complementari
Coloranti e coadiuvanti di lavorazione. Vengono usate sostanze quali nerofumo, TiO2, Fe2O3, CdS, oli minerali, silice, resine poliestere, solfato di bario ecc.
Con il 38% di olii si ha la cosiddetta gomma all'olio.